# Anatoliy Bondarchuk
Anatoliy Pavlovich Bondarchuk (em ucraniano: Анатолій Павлович Бондарчук; Starokonstantinov, Oblast de Khmelnitski, RSS da Ucrânia, 31 de maio de 1940) é um antigo atleta soviético, que é visto como o mais bem sucedido técnico de lançamento do martelo de todos os tempos. Como atleta, ganhou a medalha de ouro nos Jogos Olímpicos de 1972 e a medalha de bronze nos Jogos de 1976

## Carreira
Começando a carreira de lançador de martelo relativamente tarde, Bondarchuk ganhou o seu primeiro título internacional em 1969 com uma vitória nos Campeonatos da Europa. No final dessa temporada, estabeleceu dois novos recordes mundiais nesse evento em que se tornou o primeiro homem a ultrapassar a marca de 75 metros.
Bondarchuk continuou permanecendo entre a elite mundial duarnte vários anos, ganhando a medalha de ouro nos Jogos Olímpicos de Munique, em 1972, estabelecendo um novo recorde olímpico de 75.50 m.
Foi quatro vezes campeão da União Soviética: em 1969, 1970, 1972 e 1973. 

## Legado
Não obstante o sucesso alcançado enquanto praticante da modalidade, Bondarchuk coneceu ainda mais sucesso na sua atividade de treinador e conselheiro de lançadores de martelo de vários países. Possuindo um doutoramento em Ciências Pedagógicas pela Universidade de Kiev, desenvolveu pesquisas nas técnicas e métodos de treinamento em alta competição, as quais formam as bases das práticas  e técnicas usadas pelos principais atletas da atualidade. Foi ainda o responsável pelo Programa de Lançamentos da Equipa de Atletismo da URSS entre 1976 e 1992, o qual produziu vários campeões olímpicos e mundiais nos lançamentos de martelo, disco e peso..